# Luke Letlow
Luke Joshua Letlow (Monroe (Louisiana), 6 december 1979 – Shreveport, 29 december 2020) was een Amerikaans politicus van de Republikeinse Partij die op 5 december 2020 werd verkozen tot lid van het Huis van Afgevaardigden voor het 5e Congressionele district van de staat Louisiana. 
Nadat Congreslid Ralph Abraham zijn belofte om niet meer dan drie termijnen te dienen inwilligde, ging Letlow de strijd aan met Lance Harris tijdens de Republikeinse voorverkiezingen. Letlow won met 62 procent van de stemmen. 
Op 18 december 2020 werd bekend dat Letlow positief was gediagnosticeerd met COVID-19. Letlow overleed op 29 december op 41-jarige leeftijd aan complicaties van COVID-19, vijf dagen voordat hij beëdigd zou worden.
Letlow had een vrouw en twee kinderen.